# Трансмашхолдинг
АД ТМХ („Акционарско друштво Трансмашхолдинг“) је матична компанија највеће машинске групације у ЗНД и Русији, која производи возна средства за железнички и градски шински транспорт. Такође је један од највећих светских произвођача и развојних центара у овој области.
Предузећа која су део групације производе вагоне за железницу (теретне и путничке) и метро, дизел и електричне локомотиве, електровозове и дизел возове, шинске аутобусе, дизел моторе за локомотиве и бродове, дизел-генераторе, разне компоненте, као и услуге поправке и сервисирања своје опреме.
Седиште компаније се налази у Москви, а представништво је отворено и у Санкт Петербургу. У 2021. години холдинг је имао инострана представништва у Швајцарској, Мађарској, Јужноафричкој Републици, Египту, Аргентини, Казахстану, Узбекистану, Белорусији, Украјини, балтичким државама, Пољској и Финској.

## Историја
„Трансмашхолдинг“ је основан 2002. године као инвестиционо-индустријска компанија која се бави поновним покретањем бивших совјетских фабрика специјализованих за железничку опрему.
Прве компаније које су ушле у састав „Трансмашхолдинга“ биле су из Брјанска, Новочеркаска, Демихова, Твера и Пензе.
Године 2024. структура „Трансмашхолдинга“ обухватала је више од 10 производних и монтажних локација, велику мрежу за сервисирање и модернизацију железничке опреме, као и мрежу инжењерских центара.
Укупно запослених у индустријској групи је 130.000 људи.

## Делатност
„Трансмашхолдинг“ се бави развојем, производњом и комплетним одржавањем возних средстава различитих врста, као и развојем и имплементацијом дигиталних система за управљање саобраћајем.
Предузећа која су део холдинга производе путничке вагоне на локомотивску вучу, метро вагоне, дизел и електричне локомотиве, електричне и дизел возове, дизел моторе и разне компоненте.
Сви производи ТМХ-а су власништво компаније.
Током година, ТМХ је створио и организовао производњу модела возних средстава која су постала кључне тачке у историји руске транспортне машинскоградње.
Прве магистралне теретне дизел локомотиве у историји руске транспортне машинскоградње: 2ТЕ70 и 2ТЕ25К (2004).
Прва теретна електрична локомотива са истосмерном струјом у историји постсовјетске руске транспортне машинскоградње: 2ЭС4К (2006).
Прва магистрална теретна дизелска локомотива са асинхроним вучним погоном у историји руске транспортне машинскоградње: 2ТЭ25А (2006).
Прва брза двосуставна путничка електрична локомотива у историји руске транспортне машинскоградње: ЭП20 (2011).
Први двокатни путнички вагони у историји руске транспортне машинскоградње: мод. 61-4465, 61-4465.01, 61-4472, 61-4473 (2013).
Најснажнија магистрална теретна електрична локомотива са наизменичном струјом у историји руске транспортне машинскоградње: 4ЭС5К (2014).
Први једнокатни и двокатни спојени вагони у историји руске транспортне машинскоградње (2019-2020).
Прва маневарска електрична локомотива са истосмерном струјом у историји руске транспортне машинскоградње: ЭМКА2 (2023).
„Трансмашхолдинг“ активно сарађује са метроима у Русији и земљама ЗНД-а.
Конкретно, фабрика „Метровагонмаш“ (рус. «Метровагонмаш») за московски метро производи возове из породице „Москва“. Од краја 2024. године „Метровагонмаш“ се бави испоруком возова серије „Москва-2024“ (81-775.2/776.2/777.2).
За метро у Санкт Петербургу, ТМХ производи возове модела „Балтиец“ (рус. «Балтиец») (81-725.1/726.1/727.1).
Испоруке се такође врше за метро у Минску, где ТМХ испоручује возове под називом „Минск-2024“ (81-765.7/766.7).
Још један велики пројекат „Трансмашхолдинга“ је електрична локомотива „Иволга“ (рус. «Иволга») (ЭГ2Тв / ЭГЭ2Тв), намењена за градски и приградски превоз путника. Електрични возови се производе у Тверској фабрици вагона. Састав је развијен посебно за московске централне пруге. До данас су произведене 4 генерације електричних возова.
Производи „Трансмашхолдинга“ испоручују се у око 30 земаља.

## Међународне награде компаније
- A'Design Award 2024 за метро воз „Москва 2024“
- Good Design 2022 за локомотиву ТЭМ23[12]
- IF Design Award 2022 за ентеријер ноћног путничког воза[13]
- IF Design Award 2021 за концепт ДНК бренда[14]
- Red Dot: Best of the Best 2021 за метро воз „Москва-2020“[15]
- IRJ Innovations Showcase 2020 за систем за контролу климе са дезинфекцијом ваздуха и смањеном буком[16]